# العظم الكبير
العظم الكبير عظم متصل بمشط اليد ويرتبط به العظم السنعي الثالث وهو إحدى عظام الصف الثاني من عظام الرسغ والثالث من جهة الإبهام.